# Hanna (Fernsehserie)
Hanna ist eine US-amerikanische Action-Fernsehserie von David Farr, die auf dem Film Wer ist Hanna? (2011) basiert. Sie handelt von der Jugendlichen Hanna, die seit 15 Jahren isoliert mit ihrem vermeintlichen Vater im Wald lebt und von ihm zur Kämpferin ausgebildet wird. Plötzlich muss sie vor der CIA flüchten und erfährt dabei die Wahrheit über ihre Eltern.
Die Serie wurde beim Video-on-Demand-Anbieter Amazon Prime Video veröffentlicht. Die erste Staffel erschien 2019, die zweite Staffel am 3. Juli 2020, die finale Staffel am 24. November 2021.

## Handlung

### Staffel 1
Erik Heller hat einst in Europa schwangere Frauen für das geheime CIA-Projekt UTRAX angeworben, in dessen Rahmen ihre Kinder genetisch modifiziert wurden, um hochleistungsfähige Soldaten zu züchten. Als sich Erik in eine dieser Frauen – Johanna – verliebte, rettete er ihre Tochter Hanna aus der UTRAX-Einrichtung in Rumänien. Bei der Flucht vor CIA-Agenten, darunter auch Marissa Wiegler, starb Johanna. Die CIA ließ Marissa als Reaktion auf die Flucht das Projekt schließen und alle übrigen Babys töten.
15 Jahre später lebt Hanna mit Erik, den sie als ihren Vater kennt, versteckt in einem polnischen Wald. Eines Tages missachtet sie aus Neugier auf die Außenwelt Eriks Befehl, das angestammte Waldstück nicht zu verlassen. Sie erregt damit die Aufmerksamkeit der CIA und Marissas. Die Wege Eriks und Hannas trennen sich, Hanna wird von der CIA in Marokko eingesperrt, von wo aus sie aber – vor allem unter Einsatz ihrer von Erik antrainierten Fähigkeiten zum kaltblütigen Kämpfen und Töten – rasch fliehen kann. Marissa beginnt, Hanna und Erik zu jagen. Hanna schließt sich auf ihrer Flucht vorübergehend einer britischen Familie bei der Rückfahrt nach England an und freundet sich dabei mit der Tochter Sophie an. Dabei und auch im weiteren Verlauf der Handlung lernt sie das normale Leben eines Teenagers bzw. Erwachsenen kennen, das ihr bisher fremd war.
In Berlin trifft Hanna Erik wieder. Erik und Hanna verstecken sich vor der CIA mit der Hilfe von Eriks ehemaligen Kollegen aus seiner Armee-Zeit. Sowohl Erik als auch Marissa entdecken zu ihrem Unmut, dass die CIA das UTRAX-Programm am rumänischen Standort neu gestartet hat – eine Tatsache, die Marissas Vorgesetzter Jerome Sawyer geheim halten möchte. Hanna findet heraus, dass Erik sie über seine Vaterschaft bislang belogen hat, und flieht deshalb zu Sophie nach England. Dort wird sie von Marissa abgeholt. Wegen der Erkenntnis, dass UTRAX fortgesetzt wird, wird Marissa gegenüber Sawyer illoyal und sieht letztlich von Eriks Tötung ab. Hanna wird von Erik in Rumänien mit ihrem leiblichen Vater erstmals bekannt gemacht, möchte aber lieber mit Erik leben. Sie hilft Erik dabei, in die UTRAX-Einrichtung zu gelangen, wo Erik die dort gezüchteten jungen Frauen befreien möchte. Die Befreiung, bei der viele CIA-Agenten und Wachleute sterben, gelingt nur im Falle von Clara Mahan (Auszubildende 249), die übrigen verlegt die CIA an einen anderen Standort. Schließlich hilft Marissa Erik und Hanna bei der Flucht vor Sawyer und dessen CIA-Gefolgsleuten.

### Staffel 2
Hanna und Clara verstecken sich vor der CIA bzw. der UTRAX-Führung, die sie ergreifen möchten, in einem rumänischen Waldgebiet. Entgegen Hannas Warnung begibt sich Clara eigenmächtig nach Bukarest, wo sie ihre leibliche Mutter zu treffen hofft, stattdessen aber von der CIA aufgegriffen wird. Bei der Ergreifung hat sich der UTRAX-Leiter John Carmichael durch Marissa Wiegler helfen lassen, welcher er im Gegenzug dafür Straffreiheit verschafft. Er lässt Clara nach Großbritannien bringen, und zwar in das abgelegene Internat The Meadows, in welchem mittlerweile das UTRAX-Ausbildungsprogramm fortgesetzt wird. Zu den anderen dortigen Auszubildenden gehören Sandy Philips und Jules Allen, zu deren Freundeskreis Clara hinzustößt. Clara lebt dort nun unter dem Namen Clemency und wird mittels Drogen gefügig gemacht, die ihr, wie auch den anderen Trainees, mittels einer in den Oberarm implantierten Kapsel verabreicht werden.
Hanna indes möchte Clara aus dem UTRAX-Programm befreien. In Bukarest trifft sie auf Marissa, die ohne Carmichaels Wissen mit ihr kooperiert und sie in einer Pariser Wohnung vor dem CIA-Zugriff versteckt. Statt Marissas Angebot anzunehmen, sich unter neuer Identität in Kanada zu verstecken, begibt sich Hanna ins belgische Charleroi, den Sitz des Pharmaunternehmens, das die Drogenkapseln herstellt und an The Meadows liefert. Sie kommt unter einem Vorwand in das Firmengebäude und gelangt so an Informationen zum Standort von The Meadows. Auf dem Weg dorthin hilft ihr Marissa, von deren doppeltem Spiel Carmichael nach wie vor nichts weiß. Unterwegs entwischt Hanna ihr, da sie sie für die andere Seite arbeitend wähnt.
Angelangt in The Meadows und auf Clara getroffen, lässt sich Hanna dort internieren und unter dem Namen Mia Wolff wieder in das UTRAX-Programm aufnehmen. Mit Rückschlägen kann sie Clara davon überzeugen, dass ihr Leben dort nicht echt ist, dass der mutmaßliche Tod ihrer Mutter wohl nur gelogen ist und dass sie besser mit ihr fliehen sollte. Nachdem auch Marissa in dem Internat angelangt ist, leitet sie mit Hilfe von außen ihre, Hannas und Claras Flucht ein, jedoch wird ihr Plan in letzter Sekunde von Carmichael durchkreuzt. Marissa wird, in Ketten gelegt, in dem Internat eingesperrt, und Hanna und Clara leben weiterhin als UTRAX-Trainees.
Schließlich setzt Carmichael Hanna, Clara, Sandy und Jules als Agentinnen ein, um zu vereiteln, dass ein mit ihm bekannter, US-amerikanischer Anwalt mit dem Decknamen Tacitus in Barcelona Geheiminformationen über UTRAX an die dortige Presse weitergibt. Indem Hanna Claras Mutter in Ägypten ausfindig macht, kann sie Clara von der Loyalität zu Carmichael und UTRAX abbringen, dafür erschießt aber Sandy den Anwalt. Um Hanna und Clara zu liquidieren, schickt Carmichael seine Helfer nach Barcelona, ehe er sich auch selbst dorthin begibt. Um die beiden Mädchen aufzuspüren, nutzt er Marissa, für die er eine fingierte Befreiung aus ihrer Gefangenschaft ermöglicht. Schließlich können Marissa, Hanna und Clara ihre Ermordung durch Carmichael und dessen Helfer kooperativ vereiteln. Hanna und Clara gehen, da Clara mit ihrer Mutter leben will, dauerhaft getrennter Wege.

### Staffel 3
Hanna ist zurück im Internat The Meadows und lebt dort weiter unter dem Namen Mia Wolff; Clemency und Marissa gelten als tot. Internatsleiter Carmichael erhält durch die CIA, nahe dem Internat vertreten durch Brianna Stapleton, den Auftrag, die UTRAX-Trainees in Europa eine Todesliste abarbeiten zu lassen, auf der die Namen von angeblich subversiven Personen stehen. Mit Beginn des Auftrages ist für die Trainees zugleich die Zeit ihres dauerhaften Auszugs aus dem Internat gekommen. Während Hanna nach Paris zieht, kommt Sandy nach Wien.
Im Gegensatz zu den anderen Trainees verschont Hanna die von ihr zu ermordenden Personen jedoch vor dem Tod. Dazu und beim Vortäuschen der Tötungen gegenüber der CIA arbeitet sie mit Marissa zusammen. Ihr erster Todeskandidat ist der Aktivist Abbas Naziri, den Marissa nach seinem vorgetäuschten Tod in ihrer Pariser Wohnung versteckt. Als Hanna ihn heimlich trifft, bemerken die CIA-Agenten um Stapleton aber, dass Abbas und Marissa am Leben sind. Der hochrangige CIA-Beamte Gordon Evans, mutmaßlicher Gründer des UTRAX-Programms, lässt Stapleton und Carmichael nach Hanna und Marissa suchen. Carmichael jedoch spielt, ebenso wie FBI-Kommunikationsassistentin Terri Miller, ein doppeltes Spiel und hilft Hanna und Marissa bei ihrer Flucht vor der CIA.
In Wien lässt Evans ein offiziell von der CIA verlassenes Gebäude für die Fortsetzung des UTRAX-Programms nutzen. Hanna und Marissa begeben sich dorthin und zerstören darin eine Computerzentrale, in der per Deep Learning weltweit Internetdaten über Jugendliche und junge Erwachsene gesammelt werden, die sich laut des vom Programm verwendeten Algorithmus in ihrem späteren Leben zu einer potenziellen Gefahr für die USA entwickeln könnten und deshalb frühzeitig liquidiert werden sollen. Marissa möchte zudem Evans töten, bei dem es sich nicht nur um ihren einstigen Chef und Mentor handelt, sondern auch – wie Hanna erst jetzt erfährt – um ihren Vater. Der Tötungsversuch misslingt aber, Hanna wird verletzt und von Marissa getrennt, der die Flucht aus dem Gebäude gelingt. Mit Marissas Hilfe gelingt Hanna die Flucht aus ihrer Gefangenschaft, dabei stirbt allerdings Carmichael. Kooperativ und mit der Hilfe von Terri Miller gelingt es ihnen, von einem ebenfalls gefangengehaltenen Programmierer ein Passwort zu erfahren, welches Zugriff auf Informationen über UTRAX bietet, die sie der Presse zuspielen, sodass UTRAX öffentlich-medial enthüllt wird.
Bei dem Showdown in einem Waldgebiet in der Nähe von Wien lässt Evans mit Waffengewalt und der Hilfe von Sandy nach Naziri suchen, der sich mit seiner jungen Tochter dort versteckt. UTRAX-Trainee Jules Allen, die ihr Handeln für das Programm mittlerweile als falsch einsieht, vereitelt, dass Naziri von Sandy erschossen wird. Marissa gelingt es in letzter Minute, den von Evans erteilten Befehl zur Tötung von Hanna, Naziri und dessen Tochter zu widerrufen. Dabei sterben aber sowohl Marissa als auch Sandy, Evans und Stapleton. Hanna verlässt schließlich unter neuer Identität Europa, um ein neues Leben zu beginnen.

## Produktion
Am 23. Mai 2017 wurde bekanntgegeben, dass Amazon die Produktion der Serie in Auftrag gegeben habe. David Farr, der auch beim Film Wer ist Hanna? am Drehbuch beteiligt war, solle das Drehbuch zur Serie schreiben. Zu den Executive Producers gehörten Marty Adelstein, Becky Clements, Scott Nemes und JoAnn Alfano. Produktionsfirmen sollten Tomorrow Studios und NBCUniversal International Studios sein.
Am 8. Februar 2018 wurde bekanntgegeben, dass Sarah Adina Smith Regie führen und dass Working Title Television, eine Abteilung innerhalb der Produktionsfirma Working Title, mit den Executive Producer Tim Bevan und Eric Fellner die Produktion übernehmen werde.
Keine zwei Wochen nach der Veröffentlichung der ersten Staffel wurde eine zweite Staffel bestellt. Am 13. Juli 2020 wurde die Serie um eine finale dritte Staffel verlängert.

## Besetzung und Synchronisation
Die deutsche Synchronisation wurde von der Synchronfirma Arena Synchron erstellt. Für das Dialogbuch und die Dialogregie war Timmo Niesner verantwortlich.
Die Tabelle nennt die Schauspieler, ihre Rollennamen, ihre Zugehörigkeit zur Hauptbesetzung (●) bzw. zu den Neben- und Gastdarstellern (•) sowie die deutschen Synchronsprecher.
|                            |                     | Staffel | Staffel | Staffel |                            |
| Rollenname                 | Schauspieler        | 1       | 2       | 3       | Deutscher Synchronsprecher |
| -------------------------- | ------------------- | ------- | ------- | ------- | -------------------------- |
| Hanna alias Mia Wolff      | Esmé Creed-Miles    | ●       | ●       | ●       | Moira May                  |
| Marissa Wiegler            | Mireille Enos       | ●       | ●       | ●       | Marie Bierstedt            |
| Erik Heller                | Joel Kinnaman       | ●       | •       |         | Alexander Doering          |
| Dr. Roland Kunek           | Noah Taylor         | ●       |         |         | Gerrit Hamann              |
| John Carmichael            | Dermot Mulroney     |         | ●       | ●       | Charles Rettinghaus        |
| Gordon Evans               | Ray Liotta          |         |         | ●       | Udo Schenk                 |
| Johanna Petrescu           | Joanna Kulig        | •       |         |         | Maria Sumner               |
| Dieter                     | Benno Fürmann       | •       |         |         | Benno Fürmann              |
| Jerome Sawyer              | Khalid Abdalla      | •       |         |         | Armin Schlagwein           |
| Sophie                     | Rhianne Barreto     | •       |         |         |                            |
| Clara Mahan alias Clemency | Yasmin Monet Prince | •       | •       |         | Lea Kalbhenn               |
| Sandy Phillips             | Áine Rose Daly      | •       | •       | •       |                            |
| Jules Allen                | Gianna Kiehl        |         | •       | •       |                            |
| Terri Miller               | Cherrelle Skeete    |         | •       | •       | Daniela Molina             |
| Brianna Stapleton          | Chloe Pirrie        |         |         | •       |                            |

## Veröffentlichung
Die erste Episode wurde am 3. Februar 2019 im direkten Anschluss an den 53. Super Bowl für einen begrenzten Zeitraum als Vorschau veröffentlicht. Am 29. März 2019 wurden schließlich alle acht Episoden weltweit über den Video-on-Demand-Anbieter Prime Video veröffentlicht.

## Episodenliste

### Staffel 1
| Nr. (ges.) | Nr. (St.) | Deutscher Titel | Originaltitel | Erstveröffentlichung USA                          | Deutschsprachige Erstveröffentlichung (D) | Regie             | Drehbuch        |
| ---------- | --------- | --------------- | ------------- | ------------------------------------------------- | ----------------------------------------- | ----------------- | --------------- |
| 1          | 1         | Wald            | Forest        | 3. Feb. 2019 (Vorschau) 29. Mär. 2019 (offiziell) | 29. März 2019                             | Sarah Adina Smith | David Farr      |
| 2          | 2         | Freund          | Friend        | 29. März 2019                                     | 29. März 2019                             | Sarah Adina Smith | David Farr      |
| 3          | 3         | Großstadt       | City          | 29. März 2019                                     | 29. März 2019                             | Jon Jones         | David Farr      |
| 4          | 4         | Vater           | Father        | 29. März 2019                                     | 29. März 2019                             | Jon Jones         | David Farr      |
| 5          | 5         | Stadt           | Town          | 29. März 2019                                     | 29. März 2019                             | Amy Neil          | Ingeborg Topsoe |
| 6          | 6         | Mutter          | Mother        | 29. März 2019                                     | 29. März 2019                             | Amy Neil          | David Farr      |
| 7          | 7         | Straße          | Road          | 29. März 2019                                     | 29. März 2019                             | Anders Engström   | David Farr      |
| 8          | 8         | Utrax           | Utrax         | 29. März 2019                                     | 29. März 2019                             | Anders Engström   | David Farr      |

### Staffel 2
| Nr. (ges.) | Nr. (St.) | Deutscher Titel               | Originaltitel      | Erstveröffentlichung USA | Deutschsprachige Erstveröffentlichung (D) | Regie            | Drehbuch          |
| ---------- | --------- | ----------------------------- | ------------------ | ------------------------ | ----------------------------------------- | ---------------- | ----------------- |
| 9          | 1         | In Sicherheit                 | Safe               | 3. Juli 2020             | 3. Juli 2020                              | Eva Husson       | David Farr        |
| 10         | 2         | Die Studie                    | The Trial          | 3. Juli 2020             | 3. Juli 2020                              | Eva Husson       | David Farr        |
| 11         | 3         | The Meadows                   | To The Meadows     | 3. Juli 2020             | 3. Juli 2020                              | Eva Husson       | Paul Waters       |
| 12         | 4         | Willkommen Mia                | Welcome Mia        | 3. Juli 2020             | 3. Juli 2020                              | Ugla Hauksdóttir | Laura Lomas       |
| 13         | 5         | Jeder trauert auf seine Weise | A Way To Grieve    | 3. Juli 2020             | 3. Juli 2020                              | Ugla Hauksdóttir | Nina Segal        |
| 14         | 6         | Du gehörst jetzt zu uns       | You’re With Us Now | 3. Juli 2020             | 3. Juli 2020                              | Ugla Hauksdóttir | Charlotte Hamblin |
| 15         | 7         | Tacitus                       | Tacitus            | 3. Juli 2020             | 3. Juli 2020                              | David Farr       | David Farr        |
| 16         | 8         | Die Liste                     | The List           | 3. Juli 2020             | 3. Juli 2020                              | David Farr       | David Farr        |

### Staffel 3
| Nr. (ges.) | Nr. (St.) | Deutscher Titel             | Originaltitel                | Erstveröffentlichung USA | Deutschsprachige Erstveröffentlichung (D) | Regie                 | Drehbuch    |
| ---------- | --------- | --------------------------- | ---------------------------- | ------------------------ | ----------------------------------------- | --------------------- | ----------- |
| 17         | 1         | Widerstand                  | Résistance                   | 24. Nov. 2021            | 24. Nov. 2021                             | Sacha Polak           | David Farr  |
| 18         | 2         | Weinstöcke und Orangenbäume | Grape Vines and Orange Trees | 24. Nov. 2021            | 24. Nov. 2021                             | Sacha Polak           | David Farr  |
| 19         | 3         | Nadiya                      | Nadiya                       | 24. Nov. 2021            | 24. Nov. 2021                             | Weronika Tofilska     | Selina Lim  |
| 20         | 4         | Sieh mir in die Augen       | Look Me In the Eye           | 24. Nov. 2021            | 24. Nov. 2021                             | Weronika Tofilska     | Paul Waters |
| 21         | 5         | Väter und Töchter           | Eyeliner                     | 24. Nov. 2021            | 24. Nov. 2021                             | Anca Miruna Lăzărescu | David Farr  |
| 22         | 6         | Wolfsjagd                   | Do Not Sleep                 | 24. Nov. 2021            | 24. Nov. 2021                             | Anca Miruna Lăzărescu | David Farr  |

## Kritik
In der FAZ äußerte sich Andreas Kilb ablehnend über die Serie. Die erzählte Geschichte funktioniere zwar als Film – gemeint ist Wer ist Hanna? –, aber nicht als Serie, denn es werde zu vieles erzählt, was unter Action-Gesichtspunkten unwichtig sei. So gebe es wässrige „Übergänge, die zwischen den Aktionen liegen und aufs Zeitschinden angelegt sind wie die Rückpässe beim Fußball.“ Die Website Filmdienst bezeichnet Staffel 1 als „solide umgesetzt“, jedoch durch „starke Redundanzen im Vergleich zur Filmversion […] etwas langatmig“. In einer Kritik zur zweiten Staffel merkt epd Film an, dass sich die Serie weiter von der filmischen Vorlage entfernt habe, bescheinigt der Staffel aber das Setzen neuer Akzente durch die Verknüpfung von „Action-Eruptionen“ mit einer „glaubhaften Coming-of-Age-Geschichte“. Der Filmdienst lobt, dass sich die zweite Staffel von der Filmvorlage gelöst habe, und Spiegel online resümiert, dass Hanna die Beobachtung bestätige, dass „eine Serienerzählung erst mit Staffel Zwei zu sich“ finde.